# Hailing
Hailing léase Jái-Ling (en chino, 海陵区; pinyin, Hǎilíng  qū; literalmente, ‘mar y colina’) es un distrito urbano bajo la administración directa de la Prefectura Taizhou en la provincia de Jiangsu, República Popular China. Su área es de 352 km² y su población total para 2022 fue cerca a los 600 mil habitantes.

## Administración
El distrito de Hailing se divide en 14 pueblos que se administran en 10 subdistritos y 4 poblados.